# PSO J318.5-22

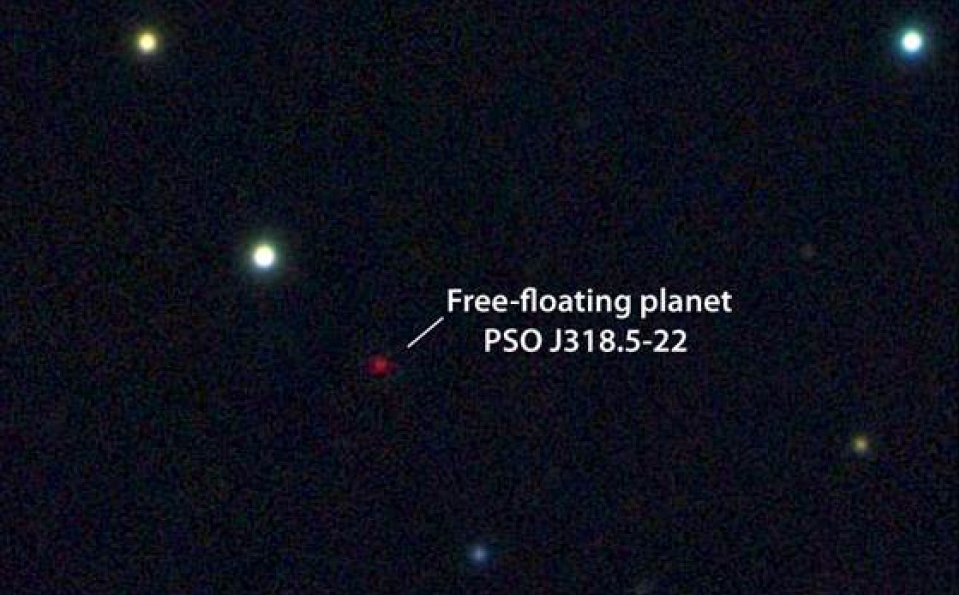
Obiekt PSO J318.5-22 na zdjęciu z teleskopu Pan-STARRS 1

Plakat NASA

PSO J318.5-22 (PSO J318.5338−22.8603) – obiekt astronomiczny znajdujący się w odległości 80 lat świetlnych od Ziemi i położony w gwiazdozbiorze Koziorożca. Masa obiektu wynosi około sześciu mas Jowisza. Przez odkrywców został sklasyfikowany jako samotna planeta, ale według roboczej definicji Working Group on Extrasolar Planets może być sklasyfikowana jako brązowy podkarzeł.

## Nazwa
Pierwsza część nazwy, „PSO”, to akronim od słów Pan-STARRS Object.  Druga część nazwy, „J318.5-22”, to przybliżone położenie obiektu na niebie.

## Odkrycia
Planeta została odkryta przez teleskop Pan-STARRS 1 położony na Hawajach w ramach programu poszukującego i katalogującego brązowe karły.

## Nazewnictwo
W momencie odkrycia obiektu został on sklasyfikowany jako samotna planeta (ang. free-floating planet), ale zgodnie z roboczą definicją planety przyjętą przez Working Group on Extrasolar Planets ciało to może być sklasyfikowane jako brązowy podkarzeł.

## Charakterystyka
Masa obiektu szacowana jest na 6,5+1,3−1,0 MJ, a jego temperatura na 1160+30−40 K. Oddalony jest o około 80 lat świetlnych od Ziemi, a wiek obiektu wynosi około 12 milionów lat. Obiekt ten reprezentuje typ widmowy L.  W momencie jego odkrycia był to jeden z najmniejszych znanych obiektów tego typu położonych w pobliżu Układu Słonecznego.
PSO J318.5-22 jest pierwszą odkrytą swobodną planetą, której charakterystyka fizyczna przypomina znane, młode planety pozasłoneczne orbitujące gwiazdy takie jak HR 8799, czy 2MASS J1207−39.  Według jego odkrywców obiekt ma wszystkie cechy typowej młodej planety, ale nie jest powiązany grawitacyjnie z żadną gwiazdą
Obiekt prawdopodobnie powstał w dysku protoplanetarnym w normalnym układzie, ale już po jego uformowaniu został z niego wyrzucony w przestrzeń kosmiczną z powodu oddziaływania grawitacyjnego innych ciał niebieskich.